# Luis Sedó
Luis Alfonso Sedó Guichard (Madrid, enero de 1873 - Barcelona, 13 de noviembre de 1952) fue un industrial, abogado y político español.

## Biografía
Nacido en Madrid en 1873, estudió Derecho en la Universidad de Barcelona y pronto se hizo cargo de la fábrica textil familiar, la Colonia Sedó. A su vez, participó en política y en las elecciones generales de 1899 fue elegido diputado por el distrito de San Feliú de Llobregat, cargo que ocupó hasta abril de 1901. En 1901 fue nombrado secretario de Fomento del Trabajo Nacional y en 1911 presidente. Participó en la defensa de los intereses de los industriales catalanes y en 1912 fue nombrado asesor económico de José Canalejas. Fue senador por la provincia de Barcelona de 1914 a 1922. Además, en 1919 fue uno de los principales promotores de la comisión mixta establecida en Barcelona para resolver los problemas sociales que se habían puesto de manifiesto tras la huelga general de 1917. Al ser nombrado Francisco Cambó ministro de Hacienda en 1921, fue nombrado gobernador del Banco de España, periodo durante el cual intervino activamente en la elaboración de la Ley de Ordenación Bancaria. Falleció en Barcelona en 1952, a los 79 años.